# Адникан (посёлок при станции)
Адника́н — упразднённый в 2024 году посёлок при одноимённом разъезде в Верхнебуреинском районе Хабаровского края. Входил в состав Чекундинского сельского поселения.

## Население
| 2002 | 2010 | 2011 | 2012 | 2021 |
| ---- | ---- | ---- | ---- | ---- |
| 2    | ↘0   | →0   | →0   | →0   |